# وزن الخفيف
الوزن الخفيف (بالإنجليزية: Lightweight)‏ هو فئة وزن في الرياضات القتالية.

## الملاكمة

### الملاكمة المحترفة
يبدأ قسم الوزن الخفيف بوزن أكثر من 130 رطلاً (59 كجم) وما يصل إلى 135 رطلاً (61.2 كجم). من بين الملاكمين الخفيفين البارزين هنري أرمسترونج، كين بوكانان، توني كانزونيري، جويل كاسامايور، أوسكار دي لا هويا، روبرتو دوران، بيني ليونارد، راي مانشيني، فلويد مايويذر جونيور، خوان مانويل ماركيز، ميغيل أنجيل غونزاليس، كارلوس أورتيز، إدوين فاليرو.

#### أبطال العالم الحاليون
| الهيئة المنظمة | بدأ العهد (تاريخ التتويج ) | البطل         | السجل | الدفاعات عن اللقب |
| -------------- | -------------------------- | ------------- | ----- | ----------------- |
| WBA            | 17 أكتوبر 2020             | تيوفيمو لوبيز | 16–0  | 0                 |
| WBC            | 23 أكتوبر 2019             | ديفين هاني    | 25–0  | 0                 |
| IBF            | 14 ديسمبر 2019             | تيوفيمو لوبيز | 16–0  | 1                 |
| WBO            | 17 أكتوبر 2020             | تيوفيمو لوبيز | 16–0  | 0                 |

### الملاكمة للهواة

#### أبطال أولمبيون
- 1980 - أنجيل هيريرا  كوبا
- 1984 - برنل ويتيكر  الولايات المتحدة
- 1988 - أندرياس زولو  ألمانيا الشرقية
- 1992 - أوسكار دي لا هويا  الولايات المتحدة
- 1996 - حسين سلطاني  الجزائر
- 2000 - ماريو سيزار كيندلان ميسا  كوبا
- 2004 - ماريو سيزار كيندلان ميسا  كوبا
- 2008 - ألكسي تيشينكو  روسيا
- 2012 - فاسيل لوماتشينكو  أوكرانيا
- 2016 - روبسون كونسيساو  البرازيل

## الكيك بوكسينغ
في الاتحاد الدولي للكيك بوكسينغ (IKF) الوزن الخفيف (للمحترفين والهواة) بين 127.1 رطلاً - 132 رطلاً أو 57.77 كجم - 60 كجم. تستخدم أقسام النساء أيضًا فئة الوزن هذه، ولكن عادةً بوزن أقل من أقسام الرجال. في منظمة غلوري يصل وزن التقسيم الخفيف إلى 70 كجم (154 رطلاً).

## الفنون القتالية المختلطة
في الفنون القتالية المختلطة، يكون قسم الوزن الخفيف من 146 رطلاً (66 كجم) إلى 155 رطلاً (70 كجم).
| الهيئة المنظمة   | تاريخ التتويج | البطل             | السجل | الدفاعات عن اللقب |
| ---------------- | ------------- | ----------------- | ----- | ----------------- |
| UFC              | 7 أبريل 2018  | خبيب نورماغوميدوف | 29-0  | 3                 |
| Bellator MMA     | 11 مايو 2019  | باتريسيو فريري    | 30-4  | 0                 |
| ONE Championship | 17 مايو 2019  | كريستيان لي       | 12-3  | 0                 |
| ACB              | 8 سبتمبر 2018 | علي باجوف         | 27-10 | 0                 |